# Gli specialisti (serie televisiva 2016)
Gli specialisti (Die Spezialisten - Im Namen der Opfer) è una serie televisiva tedesca di genere poliziesco, prodotta dal 2016 al 2019 da UFA Fiction. Gli interpreti principali sono Valerie Niehaus, David Rott, Matthias Weidenhöfer, Tobias Licht, Merlin Rose, Timur Bartels, Katy Karrenbauer e Narges Rashidi.
Della serie, trasmessa in prima visione in Germania dall'emittente ZDF, sono andate in onda 4 stagioni, per un totale di 48 episodi, della durata di 45 minuti circa, ciascuno.Il primo episodio, intitolato in lingua originale Der verlorene Sohn, fu trasmesso in prima visione il 3 febbraio 2016. Il 28 marzo 2019, la società di produzione UFA Fiction ha confermato che la serie terminerà con la quarta stagione dopo 48 episodi. 
In Italia, la serie è trasmessa in prima visione assoluta su Rai 2 a partire dall'11 luglio 2018.

## Trama
Protagonista delle vicende sono una squadra di poliziotti e una squadra di medici legali di Berlino, rispettivamente capitanati dal Commissario Capo Mirko Kiefer e dalla Dott.ssa Katrin Stoll, che agiscono in perfetta sinergia nella soluzione di intricati casi di omicidio avvenuti alcuni decenni prima.

## Episodi
| Stagione         | Puntate | Prima TV Germania | Prima TV Italia |
| ---------------- | ------- | ----------------- | --------------- |
| Prima stagione   | 10      | 2016              | 2018            |
| Seconda stagione | 13      | 2017              | 2018            |
| Terza stagione   | 13      | 2018-2019         | 2022-2024       |
| Quarta stagione  | 12      | 2019              | 2024            |